# The Great Seungri
The Great Seungri  é o álbum de estreia de estúdio coreano do cantor sul-coreano Seungri. O seu lançamento ocorreu em 20 de julho de 2018 em formato digital e em 23 de julho de 2018 em formato físico, através da YG Entertainment. Durante sua elaboração, o álbum foi inicialmente projetado para conter até cinco canções, entretanto, Seungri expandiu a produção de mais canções ao álbum, totalizando nove faixas. Musicalmente, The Great Seungri incorpora gêneros musicais que incluem dance, R&B e EDM. A fim de promover o álbum, foram lançados os singles "1, 2, 3!" como sua faixa título e "Where R U From" como seu subtítulo.
Após o seu lançamento, The Great Seungri atingiu a posição de número um na parada sul-coreana Gaon Album Chart e de número três na parada estadunidense Billboard World Albums. 

## Antecedentes e desenvolvimento
Após lançar seu segundo EP coreano em agosto de 2013 e posteriormente, seu primeiro álbum de estúdio japonês de mesmo nome, Seungri dedicou-se as atividades promocionais de seu grupo Big Bang nos anos seguintes, bem como na aquisição e expansão de diversos negócios próprios, tornando-se um empresário. Com a pausa programada do grupo, devido ao serviço militar obrigatório de seus membros, Yang Hyun-suk da YG Entertainment, declarou em entrevista a Yonhapnews em janeiro de 2017, que os membros remanescentes iriam focar-se em atividades individuais e que havia uma programação para Seungri completar a produção de um álbum solo até o mês de março daquele ano. No entanto, suas sessões de gravação foram estendidas até o ano seguinte. 
Em 31 de janeiro de 2018, Seungri revelou que estava trabalhando em um retorno solo. Originalmente, a ideia inicial era de que ele lançasse cinco ou seis canções, contudo, inseriu as nove canções com o qual trabalhou para o álbum. Ele declarou que no passado havia sido muito ambicioso com seu trabalho, mas que no presente gostaria de concentrar-se em mostrar seu crescimento musical, enquanto trabalhava com o melhor time de produtores da YG Entertainment. Em 7 de junho, Seungri compartilhou um vídeo das sessões finais de gravação de seu primeiro álbum de estúdio coreano. Em 2 de julho, seu título bem como sua data de lançamento foram oficialmente anunciados.

## Título e conceito
Seungri nomeou o álbum com o título de The Great Seungri e explicou seu significado dizendo: "Eu tive uma festa de aniversário em uma ilha uma vez, é por isso que as pessoas começaram a me chamar assim. Eu gosto do filme 'The Great Gatsby'. Ele também possui um dos meus atores favoritos, Leonardo DiCaprio. No entanto, o filme tem um final triste e eu realmente não o compreendi, mas pensei no meu apelido 'The Great Seungtsbi', e em fazê-lo como o título do álbum". Em uma analogia com a história da obra, onde a mesma não detalha somente sobre um tema festivo e sim de um alguém que buscou arduamente por seus objetivos, Seungri em entrevista para a revista High Cut, explicou sobre o conceito do álbum dizendo que: 
| “ | Basta olhar para Basquiat. Música ou arte, o público será capaz de se relacionar se há dor. Como muitas pessoas pensam, este álbum inclui o Seungri festivo, a pessoa brilhante que faz as pessoas felizes, mas também contém a dor e as angústias que guardo por dentro. | ” |

## Composição
Creditado como co-escritor de todas as faixas do álbum, Seungri incorporou uma variedade de gêneros musicais a The Great Seungri, que incluem dance, R&B e EDM. A faixa título "1, 2, 3!", que emprega riffs de guitarra e um coro em seu refrão é baseada no pop-rock. "Where R U From" e "Alone", são canções eletrônicas, onde a primeira que serviu como uma faixa subtítulo do álbum, utiliza-se de intensos sintetizadores em sua instrumentação e possui a participação de Mino do grupo Winner. "Love Is You" é uma faixa de R&B, que contém a participação da cantora Blue.D e possui uma linha de graves profunda e batida bouncy. "Mollado" que apresenta B.I do grupo iKon, foi notada por sua influência de elementos latinos com batidas tropicais. "Sweet Lie" e "Hotline" são faixas dançantes, com esta última contendo influências conjuntas de hip-hop. "Be friend" contém uma batida forte e um coro proeminente como características principais e "Good Luck to You" inicia-se com uma sensação preliminar de R&B para posteriormente, transformar-se em uma canção com elementos de house.

## Promoção
Antes do lançamento oficial do álbum, Seungri realizou um evento ao vivo realizado pelo aplicativo "V" do portal Naver, onde revelou detalhes do álbum e conversou com fãs. As atividades promocionais de The Great Seungri incluíram ainda, participações de Seungri em programas de variedades sul-coreanos como Idol Room da JTBC e King of Mask Singer da MBC e apresentações de retorno com os singles "1, 2, 3!" e "Where R U From" nos programas de música Show! Music Core da MBC em 21 de julho e Inkigayo da SBS em 22 de julho.

### The Great Seungri Tour
Uma turnê intitulada The Great Seungri, foi anunciada previamente em maio de 2018, a fim de promover o álbum homônimo. O primeiro concerto solo de Seungri, foi divulgado contendo apresentações nas cidades de Chiba, Fukuoka e Osaka no Japão no mês de agosto. No mês seguinte, mais datas foram adicionadas para a Coreia do Sul com duas apresentações iniciais no Jangchung Gymnasium em Seul. A turnê foi estendida até o início de 2019, contendo apresentações em outros locais da Ásia e encerrou-se com dezenove concertos realizados para um público total de mais de cem mil pessoas.

## Recepção

### Crítica profissional
The Great Seungri obteve uma recepção positiva dos críticos de música, com alguns dos mesmos, elogiando o crescimento de Seungri como artista. A revista online sul-coreana IZM, deu ao álbum duas estrelas e meia a partir de uma escala de cinco, elogiando a evolução musical e de imagem de Seungri. O website Seoulbeats em sua resenha sobre o álbum, descreveu-o como "o melhor momento em sua carreira solo até agora". Considerando que, desde a produção até as letras do álbum soam pessoais e que "Assim como 'The Great Gatsby' se aprofunda em temas de outra época e nostálgicas, uma boa parte de 'The Great Seungri', faz com que ele nos leve de volta a um tempo em que EDM simples e contagiante, era a última moda".

## Lista de faixas
| The Great Seungri – Edição digital |                                                         |                     |                                                                    |                        |         |  |
| N.º                                | Título                                                  | Letras              | Música                                                             | Arranjos               | Duração |  |
| 1.                                 | "1, 2, 3!" (셋 셀테니; Ses selteni)                     | Teddy Park, Seungri | Teddy Park, Seo Won-jin, 24, Seungri                               | 24, Seo Won-jin        | 3:25    |  |
| 2.                                 | "Where R U From" (com participação de Mino)             | Seungri, Mino       | Seungri, Future Bounce                                             | Future Bounce          | 3:44    |  |
| 3.                                 | "Love Is You" (com participação de Blue.D)              | Seungri, Luna tune  | Seungri, Luna tune, Future Bounce                                  | Future Bounce          | 3:29    |  |
| 4.                                 | "Mollado" (몰라도; com participação de B.I)             | Seungri, B.I        | Seungri, Future Bounce, B.I                                        | Future Bounce          | 3:17    |  |
| 5.                                 | "Sweet Lie" (달콤한 거짓말; com participação de Dannic) | Seungri             | Daan Romers, Jenson Vaughan, Alisha Pillay, Richard Glenmor Beynon | Dannic                 | 2:58    |  |
| 6.                                 | "Be Friend"                                             | Seungri             | Seungri, Future Bounce, Lee Seung-youb, Kim Sang-wook              | Future Bounce          | 3:20    |  |
| 7.                                 | "Hotline"                                               | Seungri             | Seungri, Future Bounce                                             | Future Bounce          | 3:31    |  |
| 8.                                 | "Alone" (혼자 있는법)                                   | Seungri             | R.tee, 8!, Brian Lee, Seungri                                      | R.Tee                  | 3:49    |  |
| 9.                                 | "Good Luck to You"                                      | Seungri             | Seungri, Seo Won-jin, R.Tee, 24                                    | R.Tee, Seo Won-jin, 24 | 3:18    |  |
| Duração total:                     | Duração total:                                          | Duração total:      | Duração total:                                                     | Duração total:         | 30:51   |  |

| The Great Seungri – Edição física: Disco 2 |                                                                              |                            |                                     |                            |         |  |
| N.º                                        | Título                                                                       | Letras                     | Música                              | Arranjos                   | Duração |  |
| 1.                                         | "V.V.I.P (Ferry Remix)"                                                      | Seungri                    | P.K, Dee. P                         | P.K, Dee. P                | 3:34    |  |
| 2.                                         | "Strong Baby (Choice37 X Hae Remix)"                                         | G-Dragon, Bae Jin Yeol     | G-Dragon, Bae Jin Yeol              | Bae Jin Yeol               | 3:48    |  |
| 3.                                         | "You Hoooo!!! (Beatrappa Remix)"                                             | Seungri                    | Seungri, Ham Seung-Chun, Ukjin Kang | Ham Seung-Chun, Ukjin Kang | 3:06    |  |
| 4.                                         | "Gotta Talk to U (Beatrappa Remix)" (할말 있어요; Halmal iss-eoyo)           | Seungri                    | Seungri, Ham Seung-Chun, Ukjin Kang | Ham Seung-Chun, Ukjin Kang | 3:53    |  |
| 5.                                         | "Let`s Talk About Love (TPA remix)" (com participação de G-Dragon & Taeyang) | Seungri, G-Dragon, Taeyang | Seungri, Ham Seung-Chun, Ukjin Kang | Ham Seung-Chun, Ukjin Kang | 5:57    |  |
| 6.                                         | "Magic (Punch Sound Remix)"                                                  | Seungri                    | Seungri, Choice37                   | Choice37                   | 3:15    |  |
| 7.                                         | "I Know (Punch Sound Remix)" (com participação de IU)                        | Seungri                    | Seungri, P.K, Dee. P                | P.K                        | 3:14    |  |
| 8.                                         | "White Love (Boynation Remix)"                                               | Seungri                    | Seungri, P.K                        | P.K                        | 3:39    |  |
| 9.                                         | "What Can I Do? (Ferry Remix)" (어쩌라고; Eojjeolago)                        | Seungri                    | Seungri, Bigtone, P.K               | P.K                        | 3:32    |  |
| 10.                                        | "GG Be (Kirin Remix)" (지지베; Jijibe; com participação de Jennie)           | Ukjin Kang, Seungri        | Ukjin Kang, Seungri, P.K            | P.K                        | 3:11    |  |
| 11.                                        | "Come to My (SAM&SP3CK Remix)" (그딴 거 없어; Geuttan geo eobs-eo)           | Seungri                    | Seungri, P.K                        | P.K                        | 5:00    |  |

| The Great Seungri – Edição japonesa |                                                              |                                          |                                                                    |                        |         |  |
| N.º                                 | Título                                                       | Letras                                   | Música                                                             | Arranjos               | Duração |  |
| 1.                                  | "1, 2, 3!" (versão japonesa)                                 | Teddy Park, Seungri "V.I", Zero, Ta-Trow | Teddy Park, Seo Won-jin, 24, Seungri "V.I"                         | 24, Seo Won-jin        | 3:25    |  |
| 2.                                  | "Where R U From" (versão japonesa; com participação de Mino) | Seungri "V.I", Mino, Zero                | Seungri "V.I", Future Bounce                                       | Future Bounce          | 3:44    |  |
| 3.                                  | "Love Is You" (versão japonesa; com participação de Blue.D)  | Seungri "V.I", Luna tune, Ta-Trow        | Seungri "V.I", Luna tune, Future Bounce                            | Future Bounce          | 3:29    |  |
| 4.                                  | "Mollado" (versão japonesa; com participação de B.I)         | Seungri "V.I", B.I, Zero                 | Seungri "V.I", Future Bounce, B.I                                  | Future Bounce          | 3:17    |  |
| 5.                                  | "Sweet Lie" (versão japonesa; com participação de Dannic)    | Seungri "V.I", Zero                      | Daan Romers, Jenson Vaughan, Alisha Pillay, Richard Glenmor Beynon | Dannic                 | 2:58    |  |
| 6.                                  | "Be Friend" (versão japonesa)                                | Seungri "V.I", Sunny Boy, Ta-Trow        | Seungri "V.I", Future Bounce, Lee Seung-youb, Kim Sang-wook        | Future Bounce          | 3:20    |  |
| 7.                                  | "Hotline" (versão japonesa)                                  | Seungri "V.I", Sunny Boy, Ta-Trow        | Seungri "V.I", Future Bounce                                       | Future Bounce          | 3:31    |  |
| 8.                                  | "Alone" (versão japonesa)                                    | Seungri "V.I", Sunny Boy                 | R.tee, 8!, Brian Lee, Seungri "V.I"                                | R.Tee                  | 3:49    |  |
| 9.                                  | "Good Luck to You" (versão japonesa)                         | Seungri "V.I", Sunny Boy, Ta-Trow        | Seungri "V.I", Seo Won-jin, R.Tee, 24                              | R.Tee, Seo Won-jin, 24 | 3:18    |  |
| Duração total:                      | Duração total:                                               | Duração total:                           | Duração total:                                                     | Duração total:         | 30:51   |  |

| The Great Seungri – Edição física japonesa (faixa bônus) |                                        |                     |                    |                    |         |  |
| N.º                                                      | Título                                 | Letras              | Música             | Arranjos           | Duração |  |
| 10.                                                      | "Scream" (com participação de Slander) | Seungri "V.I", Zero | Slander, Brian Lee | Slander, Brian Lee | 3:45    |  |
| Duração total:                                           | Duração total:                         | Duração total:      | Duração total:     | Duração total:     | 34:36   |  |

| Conteúdo bônus em DVD – Edição CD+DVD japonesa |                                                            |         |  |
| N.º                                            | Título                                                     | Duração |  |
| 1.                                             | "1, 2, 3!" (Vídeo musical versão japonesa)                 |         |  |
| 2.                                             | "Where R U From" (Vídeo musical versão japonesa)           |         |  |
| 3.                                             | "1, 2, 3! + Where R U From" (Vídeo musical versão coreana) |         |  |
| 4.                                             | "1, 2, 3! (versão coreana)" (Backstage)                    |         |  |
| 5.                                             | "1, 2, 3! (versão coreana)" (Dance practice)               |         |  |

### The Great Remixes of V.I
The Great Remixes of V.I é o primeiro álbum de remixes japonês do cantor sul-coreano Seungri, mais conhecido por seu nome artístico V.I no Japão. O álbum contém remixes das canções de seu primeiro álbum de estúdio japonês Let's Talk About Love (2013). Seu lançamento ocorreu em formato digital em 1 de agosto de 2018 pela YGEX e mais tarde, foi incorporado ao lançamento em formato físico da edição japonesa de The Great Seungri contendo 3CD + DVD + livro de fotos, em 5 de setembro do mesmo ano.  
Lista de faixas
| N.º            | Título                                                                                              | Duração |  |
| 1.             | "V.V.I.P (Ferry Remix)" (versão japonesa)                                                           | 3:34    |  |
| 2.             | "Strong Baby (Choice37 X Hae Remix)" (versão japonesa)                                              | 3:48    |  |
| 3.             | "You Hoooo!!! (Beatrappa Remix)" (versão japonesa)                                                  | 3:06    |  |
| 4.             | "Gotta Talk to U (Beatrappa Remix)" (versão japonesa)                                               | 3:53    |  |
| 5.             | "Let`s Talk About Love (TPA remix)" (versão japonesa; com participação de G-Dragon & Taeyang "Sol") | 5:57    |  |
| 6.             | "Magic (Punch Sound Remix)" (versão japonesa)                                                       | 3:15    |  |
| 7.             | "I Know (Punch Sound Remix)" (com participação de IU)                                               | 3:14    |  |
| 8.             | "White Love (Boynation Remix)" (versão japonesa)                                                    | 3:39    |  |
| 9.             | "What Can I Do? (Ferry Remix)" (versão japonesa)                                                    | 3:32    |  |
| 10.            | "GG Be (Kirin Remix)" (versão japonesa; com participação de Jennie)                                 | 3:11    |  |
| 11.            | "Come to My (SAM&SP3CK Remix)" (versão japonesa)                                                    | 5:00    |  |
| Duração total: | Duração total:                                                                                      | 42:09   |  |

## Desempenho nas paradas musicais
Após seu lançamento em formato digital em 20 de julho de 2018, The Great Seungri atingiu o topo do iTunes Top Albums de vinte países. Na Coreia do Sul, seu lançamento em formato físico posicionou-se em primeiro lugar na Gaon Album Chart, obtendo mais tarde, vendas de 43,822 mil cópias no mês de julho. Ademais, The Great Seungri adquiriu vendas totais de 46,505 mil cópias durante o ano de 2018 no país. Na Ásia, o álbum obteve desempenho semelhante. Na China alcançou a posição de número um nas paradas diária e semanal da plataforma QQ Music.
Nos Estados Unidos, The Great Seungri posicionou-se em número três na Billboard World Albums e obteve pico de número doze na parada Billboard Heatseekers Albums e de número 35 na Billboard Independent Albums.

### Posições
| Paradas (2018)                                | Melhor posição |
| --------------------------------------------- | -------------- |
| Coreia do Sul (Gaon Weekly Albums Chart)      | 1              |
| Coreia do Sul (Gaon Monthly Albums Chart)     | 6              |
| Estados Unidos (Billboard World Albums)       | 3              |
| Estados Unidos (Billboard Heatseekers Albums) | 12             |
| Estados Unidos (Billboard Independent Albums) | 35             |
| França (SNEP Download Albums)                 | 82             |
| Japão (Billboard Japan Hot Albums)            | 19             |

## Histórico de lançamento
| Região        | Data                  | Formato          | Gravadora                    |
| ------------- | --------------------- | ---------------- | ---------------------------- |
| Mundo         | 20 de julho de 2018   | Download digital | YG Entertainment             |
| Coreia do Sul | 20 de julho de 2018   | Download digital | YG Entertainment             |
| Japão         | 8 de agosto de 2018   | Download digital | YGEX                         |
| Coreia do Sul | 23 de julho de 2018   | CD               | YG Entertainment Genie Music |
| Taiwan        | 10 de agosto de 2018  | CD               | Warner Music Taiwan          |
| Japão         | 5 de setembro de 2018 | CD CD+ DVD       | YGEX                         |